# Zancos de salto

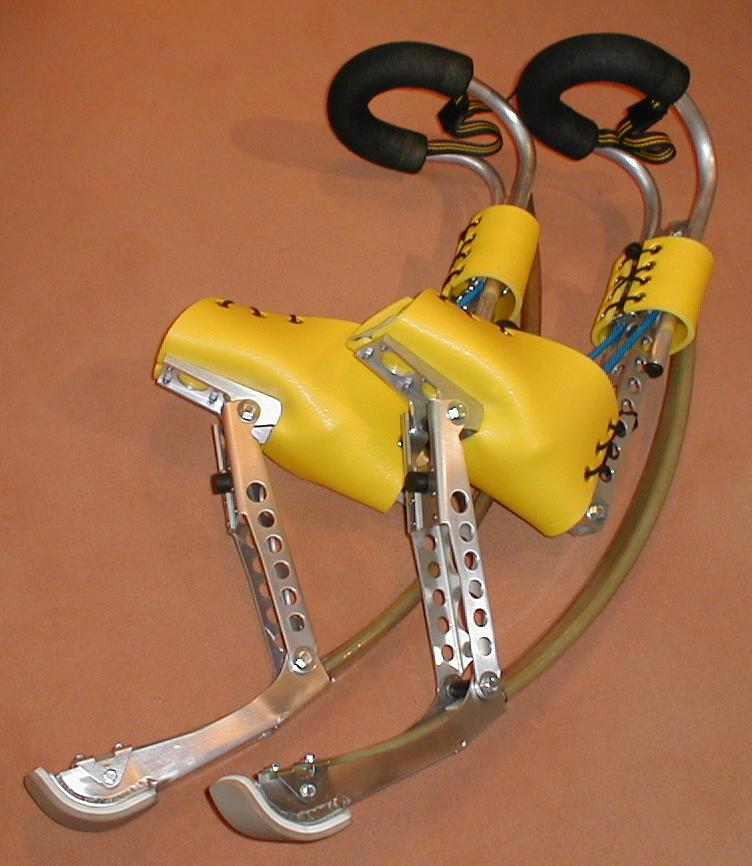
Zancos PowerSkip.

Los zancos de salto, también llamados zapatos de canguro, son zancos especiales dotados de un resorte hidráulico que permite al usuario realizar grandes saltos y acrobacias. El modelo más famoso de estos zancos fue patentado en 2004 en Estados Unidos por Alexander Bock bajo el nombre de PowerSkip, aunque desde entonces existen varias otras versiones similares. En su honor, la disciplina que conforma el uso de estos zancos se denomina bocking o powerbocking, y es a veces considerada un deporte extremo.

## Diseño
Cada zanco de salto consta de una placa o zueco destinada a fijarse al pie del usuario, bajo la cual se extiende una media suspensión de ballesta de metal o fibra de vidrio, generalmente terminada en una pezuña de goma. Este sistema permite al usuario efectuar saltos verticales de 1,5 metros de altura y zancadas de 2,7 utilizando sólo su peso y algo de inercia, extensible a toda una serie de acrobacias saltando, corriendo y rebotando.

## Historia

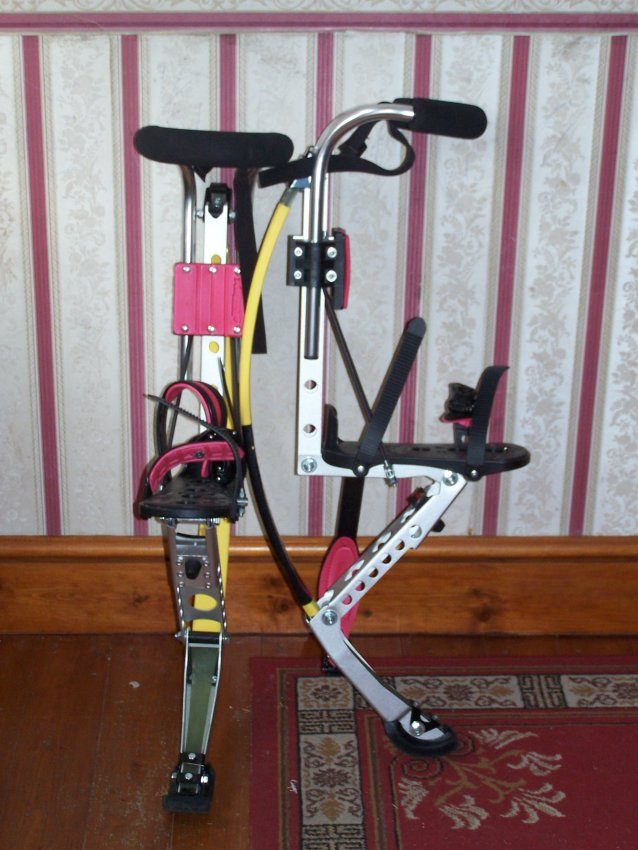
M60 Powerizers.

Bock, ciudadano estadounidense de origen alemán, patentó su diseño en 2004. A causa de su rápida popularidad, comenzaron a usarse en toda clase de evtnso y medios, entre ellos la ceremonia de clausura de los Juegos Olímpicos de Pekín 2008, o el videojuego de 2007 Portal.
En 2010, otro alemán, Samuel Koch, resultó gravemente herido en un episodio del popular programa Wetten, dass..?, en el que intentó un número particularmente peligroso de saltar varios coches en marcha con unos zancos. Koch se estrelló contra uno de los coches y sufrió daños espinales que le dejaron tetrapléjico.
Se cree que el personaje del folclore inglés Spring-heeled Jack se trataba de un bromista disfrazado que había construido zancos de salto rudimentarios similares a los de Bock.